# HAT-P-2b
HAT-P-2b は、2007年5月にHATネット計画によって発見された太陽系外惑星（ホット・ジュピター）である。主星の HD 147506（あるいはHAT-P-2）は太陽系から440光年離れたヘルクレス座の方角に存在するF型の恒星で、太陽より大きく明るい。HAT-P-2bの軌道平面は地球から恒星を観測した際の視線方向と重なっているため、5日15時間ごとに惑星が恒星の手前を横切り、減光が観測される。
HAT-P-2bは19番目に発見されたトランジット惑星であり、当時知られていた19個のトランジット惑星の中で最も大きな質量・平均密度・表面重力をもつ惑星であった。

## 惑星の特徴
HAT-P-2bは、質量が木星の8.65倍、半径が0.951倍、平均密度が地球の2倍と計算されている。表面重力は地球の約24倍に達し、これは太陽にほぼ匹敵する値である。HAT-P-2bのように恒星に近い軌道を公転する惑星は大気が熱せられ半径が大きく（密度が低く）なりがちだが、HAT-P-2bは自己の重力により強く圧縮されているため比較的小さな半径に収まったと考えられている。ただし圧縮効果だけでは惑星の密度を説明できず、100地球質量前後の固体コアが密度を上昇させているという研究もある。
HAT-P-2bはかなり潰れた楕円軌道を回っており、一回の公転のうちに恒星からの距離は500万kmから1500万kmの間で変動する。このような軌道は、ホットジュピターとしては珍しい。仮に地球がHAT-P-2bと同程度の離心率の軌道を持っていた場合は、太陽からの距離は1年の間に0.487au（水星と金星の間）から1.5163au（ほぼ火星の軌道）まで揺れ動くことになる。主星からの距離が常に変動するため、惑星内部には潮汐摩擦による熱が発生しており、恒星から日射の形で直接受け取る熱に加え、潮汐熱が惑星の進化に重要な影響を及ぼしてきたと推測されている。
ロシター効果の観測によると惑星の軌道傾斜角（恒星の自転と惑星の軌道面のなす角度）は小さく、順行軌道を公転していると見られる。また、外側に別の惑星が存在し、HAT-P-2bの軌道に影響を与えている可能性があるが、2009年の時点ではこの仮説を肯定する証拠も否定する証拠も見つかっていない。